# Rempart montagneux
Pour les articles homonymes, voir Rempart (homonymie).

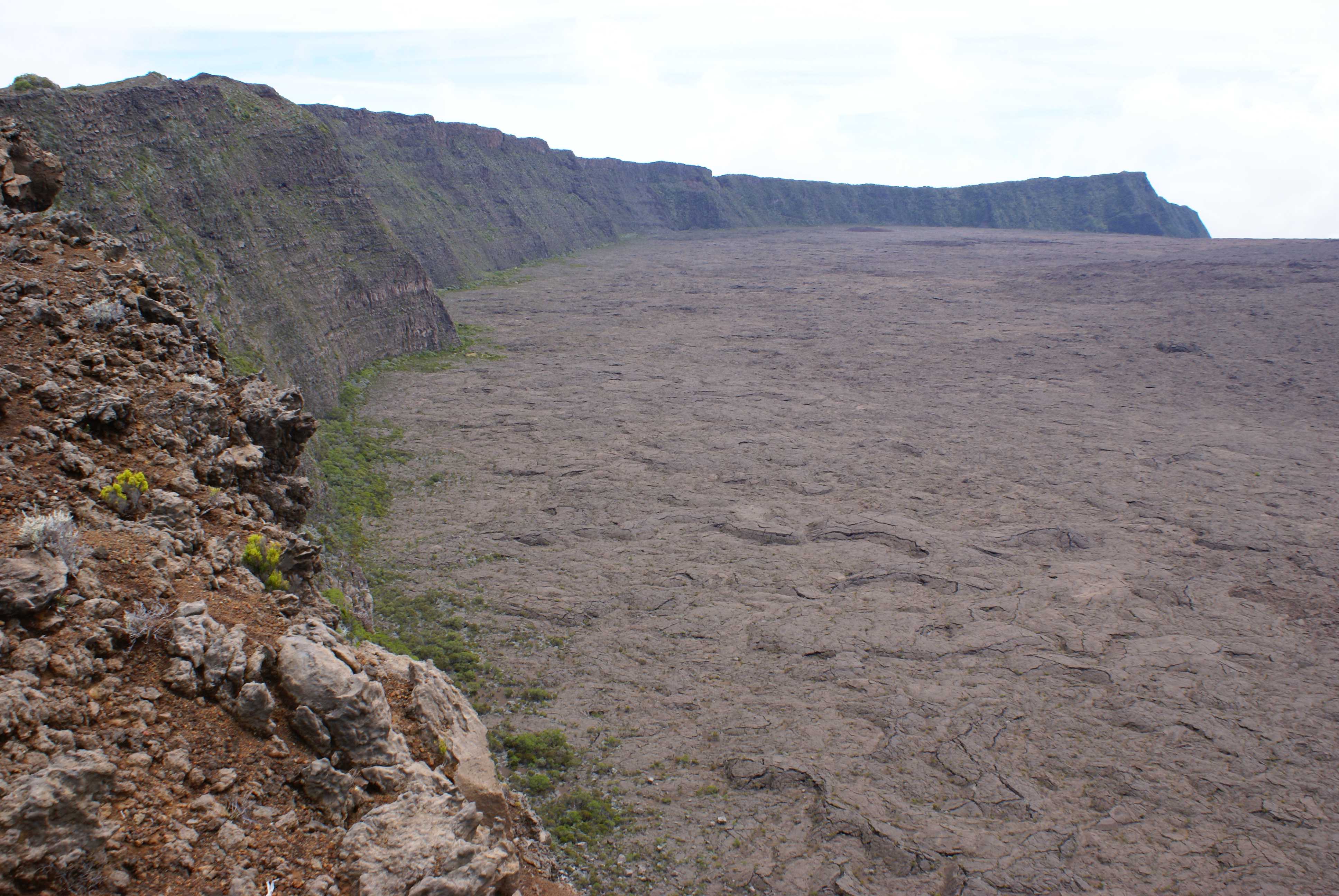
Le rempart de Bellecombe, un rempart montagneux de l'île de La Réunion qui délimite la partie haute de la caldeira formée par le piton de la Fournaise que l'on appelle Enclos Fouqué.

Un rempart montagneux est une formation géologique présentant un à-pic d'une certaine longueur en montagne. Il peut se former par l'effondrement vertical d'un terrain plus ou moins plane, par exemple lors de la formation d'une caldeira dans les régions volcaniques. Il constitue alors la limite entre deux plateaux dont l'un surplombe l'autre.

## Vocabulaire
On parle également de barre rocheuse pour désigner certains remparts montagneux, mais il s'agit alors généralement de signaler des à-pic sans végétation, par opposition à d'autres disposant d'un couvert végétal. En outre, ce terme tend à réduire l'espace qu'il désigne à ses qualités telles qu'elles sont appréciées dans le monde de l'alpinisme, par exemple pour souligner la difficulté d'accès à un sommet par les voies qui l'empruntent. Dans le même ordre d'idées, le terme paroi rocheuse est surtout utilisé dans le monde de l'escalade pour désigner des portions très réduites de remparts montagneux, celles qu'il s'agit précisément d'escalader.
En outre, en général, lorsqu'une formation de même aspect se rencontre sur une côte, on parle de préférence de falaise. Les principes à l'origine de leur formation géologique sont différents, l'action de la mer à travers la marée jouant alors un rôle essentiel dans la constitution de l'à-pic.

## Exemples
- Guéruen dans les Alpes-de-Haute-Provence.
- Rempart de Bellecombe à La Réunion.
- Painted Wall, dans le comté américain de Montrose, au Colorado